# Formigueret ventrebrú
El formigueret ventrebrú (Epinecrophylla gutturalis) és una espècie d'ocell de la família dels tamnofílids (Thamnophilidae).

## Hàbitat i distribució
Viu entre la malesa del bosc de les terres baixes fins als 1000 m, per l'est dels Andes al sud-est de Veneçuela, Guaiana i nord del Brasil.